# Pietari Päivärinta

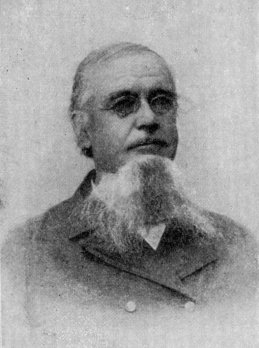
Pietari Päivärinta.

Pietari Päivärinta, född 18 september 1827 i Ylivieska, död där 26 juli 1913, var en finländsk författare. 
Päivärinta uppfostrades av fattiga föräldrar i strängt pietistisk anda. Han blev dräng vid 12 års ålder, bildade familj vid 22 och köpte 1854 på kredit ett eget jordbruk, vilket efterhand förbättrade hans ekonomiska ställning. År 1868 blev han klockare i hemsocknen samt var lantdagsman för denna 1882–1891, dock utan att spela någon framstående roll. Han framträdde som författare först i femtioårsåldern, men utvecklade därefter en utomordentlig produktivitet.
Päivärinta är mest känd för sina skildringar av den österbottniska allmogen, skrivna i en religiös och moraliserande anda. Sin första berättelse Elämäni (Min levnad) sände Päivirinta vid en pristävlan till Finska litteratursällskapet. Han vann ej priset, men tilldelades ett högt bidrag till bekostande av berättelsens tryckning (1877). Hans två större novellsamlingar, Elämän havainnoita (tio häften, 1880–1889) och Mina ja muut, Sakeus Pyöriän kertomuksia (ett band, 1885), översattes till stor del till svenskan under titeln Bilder ur lifvet (fyra häften, 1883–1887; det tredje innehållande Sakeus Pyöriäs berättelser om sig och andra). 
Päivärinta skrev även Torpan poika (Torpets son; 1883), en större berättelse som behandlar de språkliga striderna på landsbygden, men inte vann lika så stort bifall som flera mindre i ovannämnda samlingar upptagna, till exempel Tahdon voima (Viljans makt), Vaimoni (Min hustru) och Mökin Maiju (Torpar-Maiju). Vidare kan nämnas skildringen Pikakuvia 1867 katovuodesta ja sen seurauksista (1893, svensk översättning: Nödåret 1867 och dess följder, 1893). Åren 1895–1897 utkom hans valda skrifter (Valitut teokset). Hans böcker översattes till flera språk; i den utländska kritiken jämfördes han ofta med Lev Tolstoj. De publicerades ännu på 1950-talet i stora upplagor i Sovjetunionen.